# Adres elektroniczny
Adres elektroniczny – oznaczenie systemu teleinformatycznego umożliwiające porozumiewanie się za pomocą środków komunikacji elektronicznej, w szczególności poczty elektronicznej.
Adresami elektronicznymi są m.in.:
- adres poczty elektronicznej
- adres strony internetowej
- adres IP komputera.